# فرت سپلای (اکلاهما)
فرت سپلای(به انگلیسی: Fort Supply) شهری در ایالت اکلاهما کشور ایالات متحده آمریکا است که جمعیت آن در سرشماری سال ۲۰۱۰ میلادی، ۳۳۰ نفر بوده‌است.